# شعار النمسا
شعار النمسا تم استخدامه من قبل جمهورية النمسا منذ عام 1919 (لكن من دون كسر السلاسل). وتم استخدام شعار مختلف يتكون من عقاب أسود برأسين فيما بين عامي 1934 و1938. وشهد قيام الجمهورية الثانية في عام 1945 عودة الشعار القديم للجمهورية الأولى، ولكن مع كسر السلاسل كرمز لتحرير النمسا.

## رمزية الشعار
يحتوي الشعار على الرموز التالية:
- العقاب: يرمز لسيادة النمسا.
- التاج على شكل الجدار: الطبقة الوسطى.
- المنجل: يرمز للزراعة.
- المطرقة: ترمز للصناعة.
- كسر السلاسل: يرمز للتحرر من دكتاتورية الاشتراكية الوطنية.

شعار جمهورية النمسا (1919-1934)
شعار النمسا (1934-1938)